# Selenops florenciae
Selenops florenciae là một loài nhện trong họ Selenopidae.
Loài này thuộc chi Selenops. Selenops florenciae được J. A. Corronca miêu tả năm 2002.